# جیانگسو برادکستینگ کورپوریشن
جیانگسو برادکستینگ کورپوریشن (انگلیسی: Jiangsu Broadcasting Corporation; JSBC; چینی ساده: 江苏省广播电视总台(集团); پین‌یین: Jiāngsū Shěng Guǎngbò Diànshì Zǒngtái (Jítuán)) سومین شبکه تلویزیونی بزرگ چین پس از تلویزیون مرکزی چین (سی‌سی‌تی‌وی) و سامانه پخش تلویزیونی هونان (اچ‌بی‌اس) است. این شبکه تلویزیونی متعلق به دولت استانی جیانگسو است. این شبکه در نانجینگ، جیانگسو، چین مستقر است.